# نخل ماسه‌نشین
نخل ماسه‌نشین (نام علمی: Butia arenicola) نام یک گونه از سرده نخل‌های پرسان است.